# You Can’t Hold On Too Long
You Can’t Hold On Too Long (с англ. — «Ты Не Можешь Держаться Слишком Долго») — песня американской рок-группы The Cars, восьмой трек с альбома Candy-O.

## О песне
Песня была написана вокалистом, ритм-гитаристом и автором песен Риком Окасеком, спета басистом и вокалистом Бенджамином Орром. Это одна из пяти песен на альбоме, в которой есть вокал Орра. Продюсером выступил Рой Томас Бейкер.
Том Карсон из Rolling Stone сказал:"Since I Held You", "You Can’t Hold On Too Long" и особенно "Got a Lot on My Head" — эффективные треки. (На всей записи только "Shoo Be Doo" впадает в искусную выдумку и не нажимает ни на один уровень.) Но даже самые лучшие песни слишком равномерно отлиты в одной и той же форме. Поскольку почти все они построены вокруг схожего контрапункта гитары и клавишных, они имеют тенденцию сливаться друг с другом. Billboard отметил песню, как один из лучших отрезков на альбоме Candy-O.

## Каверы
- Кавер-версия была сделана Frankenstein 3000 для трибьют-альбома Just What We Needed: A Tribute To The Cars

## Участники записи
- Рик Окасек — ритм-гитара, бэк-вокал
- Эллиот Истон — соло-гитара, бэк-вокал
- Грег Хоукс — клавишные, перкуссия, бэк-вокал
- Бенджамин Орр — бас-гитара, вокал
- Дэвид Робинсон — ударные, перкуссия